# Lucas Makowsky
Lucas Markian Makowsky (ur. 30 maja 1987 w Reginie) – kanadyjski łyżwiarz szybki, złoty medalista olimpijski i dwukrotny medalista mistrzostw świata.

## Kariera
Ma ukraińskie korzenie. Pierwszy sukces w karierze osiągnął w 2006 roku, kiedy zdobył brązowy medal w biegu drużynowym podczas mistrzostw świata juniorów w Erfurcie. Trzy lata później wystąpił na mistrzostwach świata na dystansach w Richmond, zajmując między innymi szóste miejsce drużynowo oraz dziesiąte w biegu na 5000 m. W 2010 roku brał udział w igrzyskach olimpijskich w Vancouver, gdzie Kanadyjczycy w składzie: Lucas Makowsky, Mathieu Giroux i Denny Morrison zdobyli złoty medal w biegu drużynowym. Na tych samych igrzyskach był też trzynasty na dystansie 5000 m i dziewiętnasty w biegu na 1500 m. Na rozgrywanych rok później mistrzostwach świata na dystansach w Inzell razem z Giroux i Morrisonem był drugi w biegu drużynowym, a indywidualnie zdobył brąz na dystansie 1500 m. W biegu tym wyprzedzili go jedynie Norweg Håvard Bøkko i Amerykanin Shani Davis. W 2014 roku brał udział w igrzyskach w Soczi, zajmując czwarte miejsce w drużynie i 28. miejsce w biegu na 1500 m. Jeden raz stanął na podium indywidualnych zawodów Pucharu Świata – 21 listopada 2009 roku w Hamar był drugi za Davisem w biegu na 1500 m. Kilkukrotnie plasował się na podium w biegach drużynowych, odnosząc dwa zwycięstwa. Najlepsze wyniki osiągnął w sezonie 2009/2010 był siódmy w klasyfikacji końcowej 1500 m.